# Bokoyo
Bokoyo ist eine Siedlung im Territorium Dungu, Provinz Haut-Uele, in der Demokratischen Republik Kongo.

## Lage
Bokoyo liegt etwa 80 Kilometer nordöstlich von Dungu und direkt westlich des Réserve de chasse d'Azande. Die Klimaklassifikation nach Köppen lautet Aw: Tropische Savanne, feucht.

## Geschichtliches
Am 14. August 1893 erreichte eine belgische Expedition unter Ernest Baert mit 86 afrikanischen Soldaten Bokoyo von Dungu aus. In Bokoyo schlossen sich ihnen 350 Azande-Hilfssoldaten an. Sie setzten ihre Reise nach Mundu fort, auf dem Weg zum Nil.